# William Grant Still
William Grant Still (11. maj 1895 i Woodville, Mississippi, USA – 3. december 1978 i Los Angeles, Californien) var en afroamerikansk komponist.
Still var blandt de første afroamerikanere, som fik succes som klassisk komponist. Han skrev fem symfonier og orkestermusik etc.
Han studerede bl.a. hos George Chadwick og Edgar Varese.
Han blev kendt på sine negro spirituals, og sin 1. symfoni "Afro American", som blev uropført af Howard Hanson og Rochester Philharmonic Orchestra. 

## Udvalgte værker
- Symfoni nr. 1 "Afro Amerikansk" (1930, rev. 1969) - for orkester
- Symfoni nr. 2 "Sangen om den nye race" (1936) - for orkester
- Symfoni nr. 3 "En Søndags Symfoni" (1958) - for orkester
- Symfoni nr. 4 "Autokthon" (1947) - for orkester
- Symfoni nr. 5 "Den Vestlige halvkugle" (1945-1958) - for orkester
- "Digtning" (1944) - for orkester
- "Afrika" (suite) (1930) - for orkester
- "Fra det sorte bælte" (1926) - for orkester
- "Mørkere Amerika" (1925) - for orkester
- "Det gamle Californien" (1941) - for brassband
- "Spirituals: en Medley" (1927) - for orkester
- "Den sorte mand danser" suite (1935) - for klaver og orkester